# Gerald Hamer
Geoffrey Earl Watton (Llandudno, País de Gales, 16 de novembro de 1886 — Hollywood, 6 de julho de 1972)[carece de fontes?] foi um ator britânico.
Hamer trabalhou nos Estados Unidos, onde interpretou principalmente personagens britânicos em filmes de Hollywood.